# Haskell Ridge
Haskell Ridge är en bergstopp i Antarktis. Den ligger i Östantarktis. Australien gör anspråk på området. Toppen på Haskell Ridge är 1 692 meter över havet.
Terrängen runt Haskell Ridge är varierad.  Trakten är obefolkad. Det finns inga samhällen i närheten.